# Железнодорожный район (Москва, 1917 год)
Железнодоро́жный райо́н — бывший район в Москве, упразднённый в 1920 году.

## История
Железнодорожный район сформирован в 1917 году. Цель создания: соединение железнодорожников, работающих на Московском железнодорожном узле, в границах Окружной железной дороги. В районе проживало около 20 тысячи человек. Райком РСДРП(б) сформирован в начале марта 1917 года, он располагался в Царском павильоне (сейчас — здание станции Москва-Каланчёвская), об чём свидетельствует мемориальная доска. В июне 1917 года в РСДРП(б) работало 1400 сотрудников, а в октябре — уже 1500. В апреле 1917 года образован исполком Совета рабочих депутатов Железнодорожного района, в нём большинство составлял меньшевики и эсеры, в мае стали большевики. Председатель — О. А. Пятницкий; кроме него в группу большевиков входил Г. Н. Аронштам. В совете исполнялись большевистские резолюции. В районе находилось 10 железных дорог, у которых были подрайкомы и педсоветы. В июле 1917 года в районе формировались группы Красной Гвардии, их количество к октябрю составило тысячу бойцов. 8 ноября образован ВРК района, к нему присоединились большевики: комиссар Железнодорожного района А. С. Гусев, А. М. Амосов, Аронштам, Н. Н. Зимин, Пятницкий. На каждой железной дороге устроены ревкомы, а на вокзалах размещались красногвардейские отряды. В октябре 1917 года красногвардецы захватили вокзалы. Здесь проходили кровавые бои против офицеров и юнкеров. Ленинградский вокзал использовался для поддержания связи с Петроградом, также на него приезжала армия.
В 1920 году Железнодорожный район упразднён.